# أمام زادة محمد حسن (زلاغي الغربي)
أمام زادة محمد حسن (بالفارسية: امامزاده محمدحسن) هي قرية تقع في إيران في قسم زلاغي الغربي الریفي. يقدر عدد سكانها بـ 141 نسمة بحسب إحصاء 2016.